# Femvangsbrug
Femvangsbrug er et dyrkningssystem i landsbyfællesskabets tid, hvor bymarken opdeles i fem dele med rotationen rug-byg-ærter/havre-byg-fælled.
Femvangsbrug var udbredt på Vestlolland.